# Добжинская земля
До́бжинская земля́ (также ранее применялось название До́бржинская земля́, иногда встречается написание До́бжиньская земля́; пол. Ziemia dobrzyńska), Добринская земля (нем. Dobriner Land) — историческая область в Польше, сформировавшаяся вокруг города Добжиня.

## География
Добжинская земля находится на восточном берегу Вислы, её южной границей является река Дрвенца, которая отделяет её от Хелминской земли. В современных административных границах Добжинская земля располагается преимущественно на территории Липновского и Рыпинского поветов Куявско-Поморского воеводства. Занимает 1,19 % территории Польши.
Важнейшие города Добжинской земли:
- Рыпин
- Липно
- Голюб-Добжинь
- Добжинь-над-Вислой
- Скемпе
- Гужно

## История
Добринский орден получил эти земли в качестве базы в 1228 году, а уже в 1235 году был поглощён Тевтонским орденом. По условиям Калишского мира 1343 года Добжинская земля и Куявия были возвращены Королевству Польскому. В 1393 году Добжинская земля снова была уступлена Ордену Владиславом Опольчиком, а по условиям Рацёнжского мира 1404 года Польша имела право выкупить её за 40 000 злотых. Окончательно с состав Польши Добжинская земля вошла после подписания Первого Торуньского мира 1411 года.
После второго раздела Речи Посполитой 1793 года Добжинская земля, как и почти вся Западная Пруссия, вошла в состав Королевства Пруссия. В 1807—1815 входила в Варшавское герцогство. В 1815 году решением Венского конгресса была передана Российской империи. С 1918 по 1939 год Добжинская земля была частью Польской республики (её Варшавского воеводства). В сентябре 1939 года во время Второй мировой войны была оккупирована Германией и включена в состав Рейха в качестве южной части рейхсгау Данциг-Западная Пруссия. В 1944 году освобождена советскими войсками и возвращена в состав возрождённого польского государства, где в 1944—1950 годах была в составе Поморского воеводства. В период 1950—1957 годов территория находилась в составе Куявско-Поморского воеводства, в 1957—1975 — в составе Быдгощского воеводства, в 1975—1998 — в составе Влоцлавского воеводства, с 1998 года — в Куявско-Поморском воеводстве.